# William Hamilton (ryttare)
Henning William Percy "Bill" Hamilton, född 15 augusti 1921 i Kolbäck, död 12 december 2007 i Eldsberga, var en svensk ryttare och ryttmästare. Han tävlade för K 3 IF.
Hamilton tävlade för Sverige vid olympiska sommarspelen 1964 i Tokyo, där han slutade på nionde plats i den individuella dressyren och på femte plats i lagtävlingen i dressyr. Hamilton var även svensk fanbärare.
Han är son till Hedvig och Percy Hamilton. Hamilton tog under sin karriär fyra SM-guld samt fyra NM-guld. Därefter var han lärare i ridning och hästtjänst, först vid Herrevadsklosters remontdepå och sedan Ridskolan Strömsholm, där han var stallmästare. Hamilton tjänstgjorde även som domare vid flera internationella mästerskap, bland annat ryttar-VM i Stockholm.